# Vasko Kalezić
Vasko Kalezić (* 14. März 1994) ist ein montenegrinischer Fußballspieler.

## Karriere
Kalezić begann seine Karriere beim FK Mladost Podgorica. Im Januar 2014 wechselte er nach Norwegen zum Zweitligisten Hønefoss BK. Sein Debüt in der 1. Division gab er im April 2014, als er am ersten Spieltag der Saison 2014 gegen den Bærum SK in der 73. Minute für Andrija Kaluđerović eingewechselt wurde.
Zur Saison 2015 wurde er an den Ligakonkurrenten Bærum SK verliehen. Nach zehn Spielen für Bærum kehrte er im August 2015 zu Hønefoss zurück. Im Januar 2016 wechselte er nach Moldawien zum FC Dacia Chișinău. Für Dacia absolvierte er vier Spiele in der Divizia Națională.
Zur Saison 2016/17 schloss er sich dem zyprischen Erstligisten Anagennisi Deryneia an. Nach 14 Erstligaspielen in Zypern kehrte er im Februar 2017 nach Montenegro zum FK Zeta Golubovci zurück. Zu Saisonende hatte er 13 Einsätze in der Prva Crnogorska Liga zu Buche stehen, in denen er drei Tore erzielte. Die Saison beendete er mit Zeta als Vizemeister.